# Castelnovo di Sotto
Castelnovo di Sotto (emilián nyelven Castelnōv ed Sòt) település Olaszországban, Emilia-Romagna régióban, Reggio Emilia megyében. Lakosainak száma 8484 fő (2023. január 1.). Castelnovo di Sotto Boretto, Cadelbosco di Sopra, Campegine, Gattatico, Gualtieri és Poviglio községekkel határos.

## Népesség
A település lakossága az elmúlt években az alábbi módon változott:
| Lakosok száma | 8493 | 8459 | 8484 |
|               | 2017 | 2018 | 2023 |